# 5 dni z życia emeryta
5 dni z życia emeryta – polski 5-odcinkowy film telewizyjny z 1984 w reżyserii Edwarda Dziewońskiego, który też zagrał w nim tytułową rolę dr. Adama Bzowskiego. Scenariusz powstał w oparciu o powieść Jerzego Stefana Stawińskiego pt. 13 dni z życia emeryta. Był to pierwszy film polski wykonany  metodą elektronicznego zapisu obrazu.

## Produkcja
Jak podano na witrynie „Filmweb” serial był „pierwszą polską produkcją, zrealizowaną metodą elektronicznego zapisu obrazu. Polega ona na tym, że rejestracja odbywa się wprost na taśmę magnetyczną, bez pośrednictwa taśmy filmowej.”.

## Fabuła
Jako adaptacja książki Jerzego Stefana Stawińskiego 13 dni z życia emeryta każdy z 5 odcinków opowiada o jednym dniu z życia warszawskiego emeryta w okresie od 22 do 26 grudnia 1979. Ukazuje jego stosunki rodzinne, towarzyskie i sąsiedzkie na tle sytuacji społecznej Polski u schyłku rządów Edwarda Gierka oraz wspomnień z historii rodziny i Polski. Przedstawia przemyślenia człowieka podsumowującego trudne życie.

## Obsada
- Grażyna Barszczewska jako Janina Bzowska, matka Adama
- Olga Bielska jako pani Rozalia, sąsiadka Adama Bzowskiego
- Bogusz Bilewski jako żołnierz rosyjski strzelający do Stanisława Bzowskiego
- Ewa Borowik jako Grażyna córka Adama Bzowskiego i jako Maria żona Adama Bzowskiego
- Henryk Borowski jako emeryt Brodowski, kawiarniany znajomy Bzowskiego
- Janusz Bukowski jako prokurator proponujący Bzowskiemu pracę
- Janusz Bylczyński jako kolejarz ratujący Jana Kalinę
- Edward Dziewoński jako Adam Bzowski w wieku dojrzałym
- Roman Dziewoński jako Adam Bzowski w wieku młodzieńczym
- Jan Englert jako Stanisław Bzowski, ojciec Adama
- Piotr Fronczewski jako Marek, mąż Krystyny, partnerki Bzowskiego
- Andrzej Grabarczyk jako prawnuk Wąsika w stroju ułana
- Alina Janowska jako Irena, dawna miłość Adama Bzowskiego
- Joanna Jędryka jako Krystyna, partnerka Adama Bzowskiego
- Marta Lipińska jako Jadwiga, dorosła córka Jana Kaliny
- Jan Kobuszewski jako dozorca domu Józef Namiastka
- Jan Kociniak jako Zbyszek, przełożony Witczaka
- Józef Korzeniowski jako powstaniec „Lampart”
- Gabriela Kownacka jako sekretarka w Wytwórni Filmów Dokumentalnych
- Wiesław Michnikowski jako Jan Bzowski, dziadek Adama
- Janusz Paluszkiewicz jako emerytowany dyrektor Gradek, kawiarniany znajomy Bzowskiego
- Józef Pieracki jako emeryt Wąsik, kawiarniany znajomy Bzowskiego
- Jan Pietrzak jako Kazimierz Witczak, były dyrektor Bzowskiego
- Włodzimierz Press jako Jan Kalina, dawniej noszący nazwisko Rosen
- Edward Rauch jako kierownik sklepu mięsnego
- Wiktor Sadecki jako redaktor Paliwoda, kawiarniany znajomy Bzowskiego
- Ewa Sałacka jako dziewczyna w przychodni
- Barbara Sołtysik jako awanturująca się kobieta przy kiosku
- Andrzej Szaciło jako UB-ek
- Danuta Szaflarska jako babcia Adama Bzowskiego
- Janusz Szydłowski jako porucznik MO prowadzący śledztwo w sprawie śmierci Jana Kaliny
- Paweł Unrug jako major Błaszyński, przyjaciel Stanisława Bzowskiego
- Paweł Wawrzecki jako Wacek, zięć Bzowskiego
- Ewa Wieleżyńska jako Justyna, córka Krystyny
- Magdalena Wołłejko jako Monika Przedziałek, pracownica pralni
- Wiktor Zborowski jako Żyd pomagający Kalinie[2]